# SOAS 런던 대학교

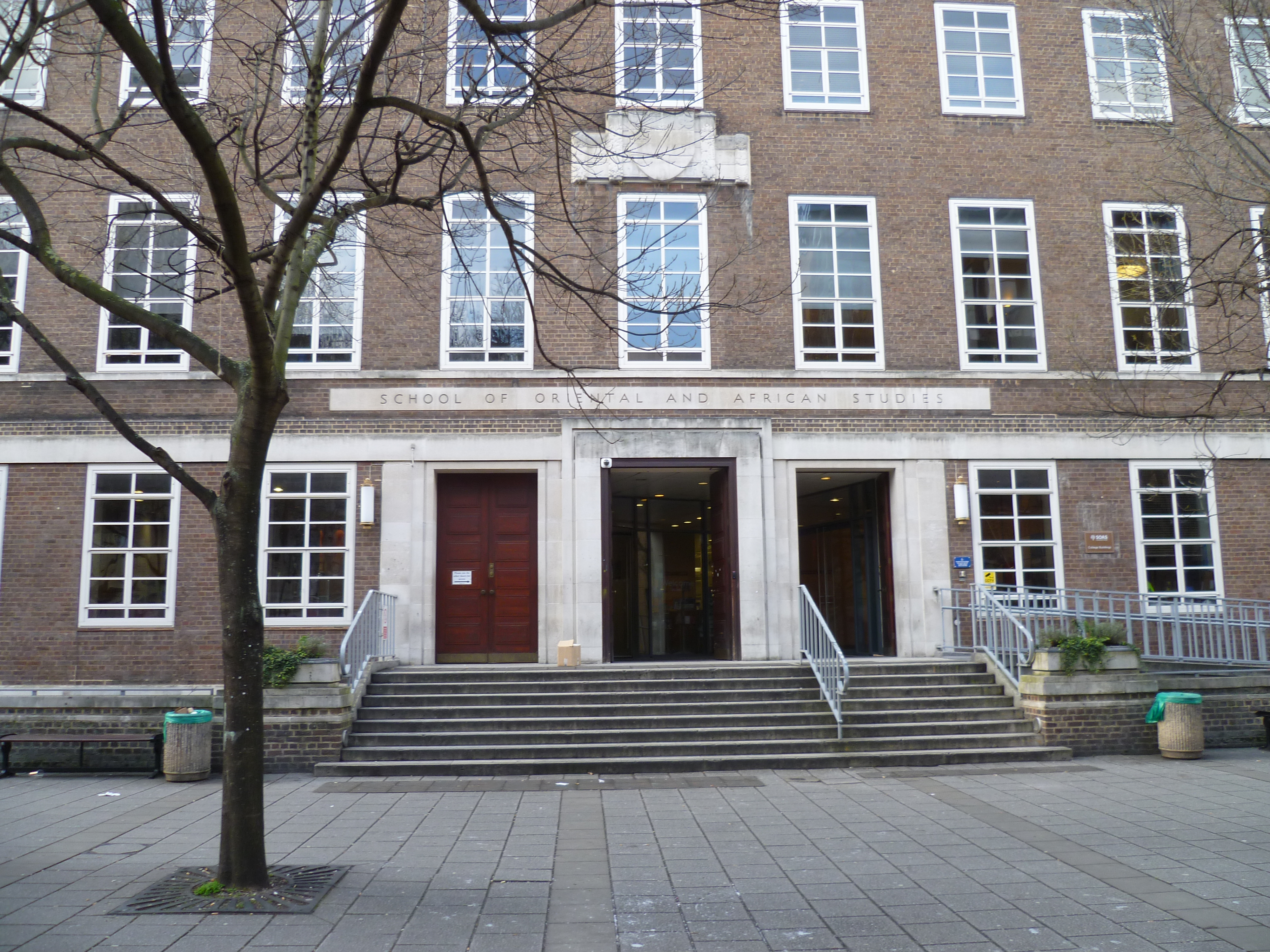

SOAS 런던 대학교(SOAS University of London)는 동양학, 아프리카학 대학으로 런던대의 여러 소속 대학 중 하나다. 특히 이 대학은 사회과학과 인문학으로 특화되어 있으며 지역적으로는 아시아와 아프리카 지역에 특화되어 많은 연구를 하고 있는 대학으로 알려져 있다. 현재 300여개의 학부과정과 70여개의 석사, 연구석사 그리고 박사과정이 개설되어 있다.
소아스 보도자료에 따르면 "world's leading centre for the study of a highly diverse range of subjects concerned with Asia, Africa and the Middle East and is usually ranked amongst the top universities in the UK"으로 표현하고 있다.

## 영국내 대학순위
2009년 영국에서 발표된 영국내 대학순위를 순위를 살펴보면 가디안-8위 영국에서 알려진 명문 대학이며, 2010년 세계 대학순위 사회과학 분야에서는 91위로 세계적인 권위와 명성을 가지고 있는 대학이다. 소아스는 세계 대학순위가 타임스 랭킹에서 2004년에는 44위를 차지했다.